# Klikátko

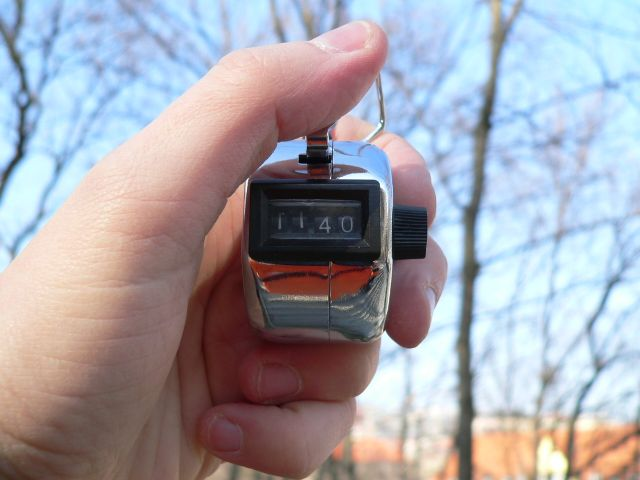
Klikátko s počítadlem

Klikátko (angl. clicker) je jakékoliv zařízení, které vydává klikavý zvuk, zejména na podnět jeho uživatele. Může být rovněž doplněno o počítadlo, které zaznamenává počet stisknutí, například páčky.
Malá klikátka do ruky se využívají například při výcviku zvířat. Většinou sestávají z kusu tenkého kovu, který je umístěn v kovovém obalu a je mírně zahnutý. Stlačením se tato část prohne a vydá hlasité kliknutí. Uvolněním se celý proces opakuje.

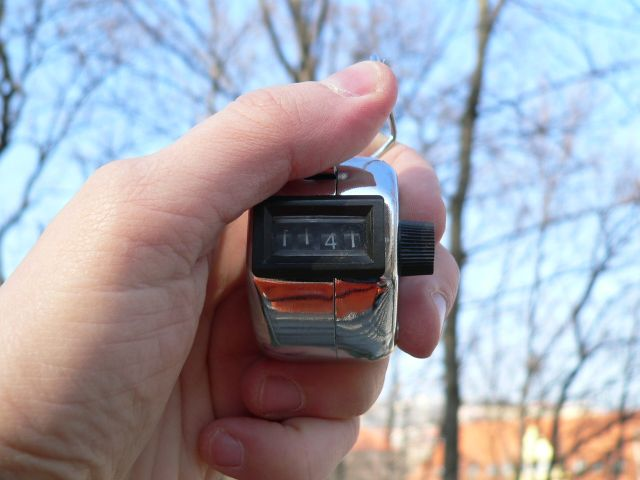
Klikátko

Klikátka s počítadlem (angl. spíše hand counter) se používají k usnadnění počítání opakujících se jevů či zaznamenání množství libovolných objektů, například při dopravních průzkumech či v mikrobiologii.